# هکتور کاسترو
هکتور کاسترو (انگلیسی: Héctor Castro؛ ۲۹ نوامبر ۱۹۰۴ – ۱۵ سپتامبر ۱۹۶۰) یک بازیکن فوتبال، و مربی (ورزش) اهل اروگوئه بود.
وی همچنین در تیم ملی فوتبال اروگوئه بازی کرده‌است.